# ブルックス・コンラッド
ブルックス・リッチフィールド・コンラッド（Brooks Litchfield Conrad, 1980年1月16日 - ）は、アメリカ合衆国カリフォルニア州サンディエゴ出身の元プロ野球選手（内野手）、野球指導者。右投両打。
ニックネームは、"Raw Dog"。「コンラド」と表記されることもある。

## 経歴

### プロ入り前
13歳の時にカリフォルニア州のボーイズリーグの代表として初来日し、大阪や長崎でプレーした経験を持つ。
もともと右打ちであったが、高校に入学する1年程前にスイッチヒッターに転向した。モンテ・ビスタ高等学校を経て、アリゾナ州立大学へ進学。

### アストロズ時代
2001年のMLBドラフトでヒューストン・アストロズから8巡目（全体の236番目）で指名され、入団。AAAのラウンドロック・エクスプレスなどでプレー。
2007年10月29日にFAとなる。

### アスレチックス時代
2007年12月8日にオークランド・アスレチックスと契約。
2008年は東京ドームでのメジャーリーグ開幕戦のためアスレチックスの一員として来日し、3月22・23日に開催された日米プレシーズンゲーム「読売ジャイアンツ（巨人）対アスレチックス」「阪神対アスレチックス」戦に出場。阪神戦では代打で出場し、藤川球児と対戦している。
同年7月21日の対タンパベイ・レイズ戦でメジャーデビューを果たす。のちに阪神でチームメイトとなるマット・マートンと同じチームでプレーした。メジャー出場は6試合に留まり、オフの10月8日にFAになった。

### ブレーブス時代
2008年11月18日にアトランタ・ブレーブスとマイナー契約を結ぶ。
2009年7月3日、メジャーに再昇格した最初の打席でメジャー初本塁打となる代打3ランを放った。
2010年は開幕当初から代打中心で起用され、5月20日の対シンシナティ・レッズ戦では9回裏にチームが3対9から6対9と追い上げ、なおも1死満塁という場面で代打で出場し、レッズのクローザーフランシスコ・コルデロから代打逆転満塁サヨナラ本塁打を放った。3点差の場面での代打逆転満塁サヨナラ本塁打は1950年7月8日のジャック・フィリップス以来メジャー史上2人目であった。さらに、同年7月24日の対フロリダ・マーリンズ戦では、8回表に2対5から5対5と追いつき、なおも1死満塁の場面で代打満塁本塁打を放った。8月10日の対ヒューストン・アストロズ戦では1対2とリードされた9回表にクローザーのマット・リンドストロムから逆転2ラン、8月13日の対ロサンゼルス・ドジャース戦では7回裏に黒田博樹から本塁打を打ち1対0の勝利に貢献した。
この年は103試合に出場、打率.250・8本塁打・33打点を記録した。同年のナショナル・リーグのディビジョンシリーズでは第1戦から二塁手としてスタメン起用されたが、1勝1敗で迎えた第3戦でディビジョンシリーズタイ記録となる1試合3失策を記録、そのうち2つがタイムリーエラーとなり2対3で逆転負けする大きな原因となった。第4戦ではスタメンを外され、サンフランシスコ・ジャイアンツに1勝3敗で敗退した。
2011年も代打中心で起用され、5月1日の対セントルイス・カージナルス戦では5対5で迎えた9回裏、1死1・2塁の場面で代打サヨナラヒット、5月25日の対ピッツバーグ・パイレーツ戦では2対2で迎えた延長11回表、1死1塁の場面で代打決勝2ランを放った。オフの12月12日にFAとなった。

### ブルワーズ・レイズ時代
2012年1月7日にミルウォーキー・ブルワーズとマイナー契約を結んだ。5月3日にブルワーズとメジャー契約を結び、25試合に出場するも、打率.075・2本塁打・6打点の成績に留まった。6月19日にDFAとなった。

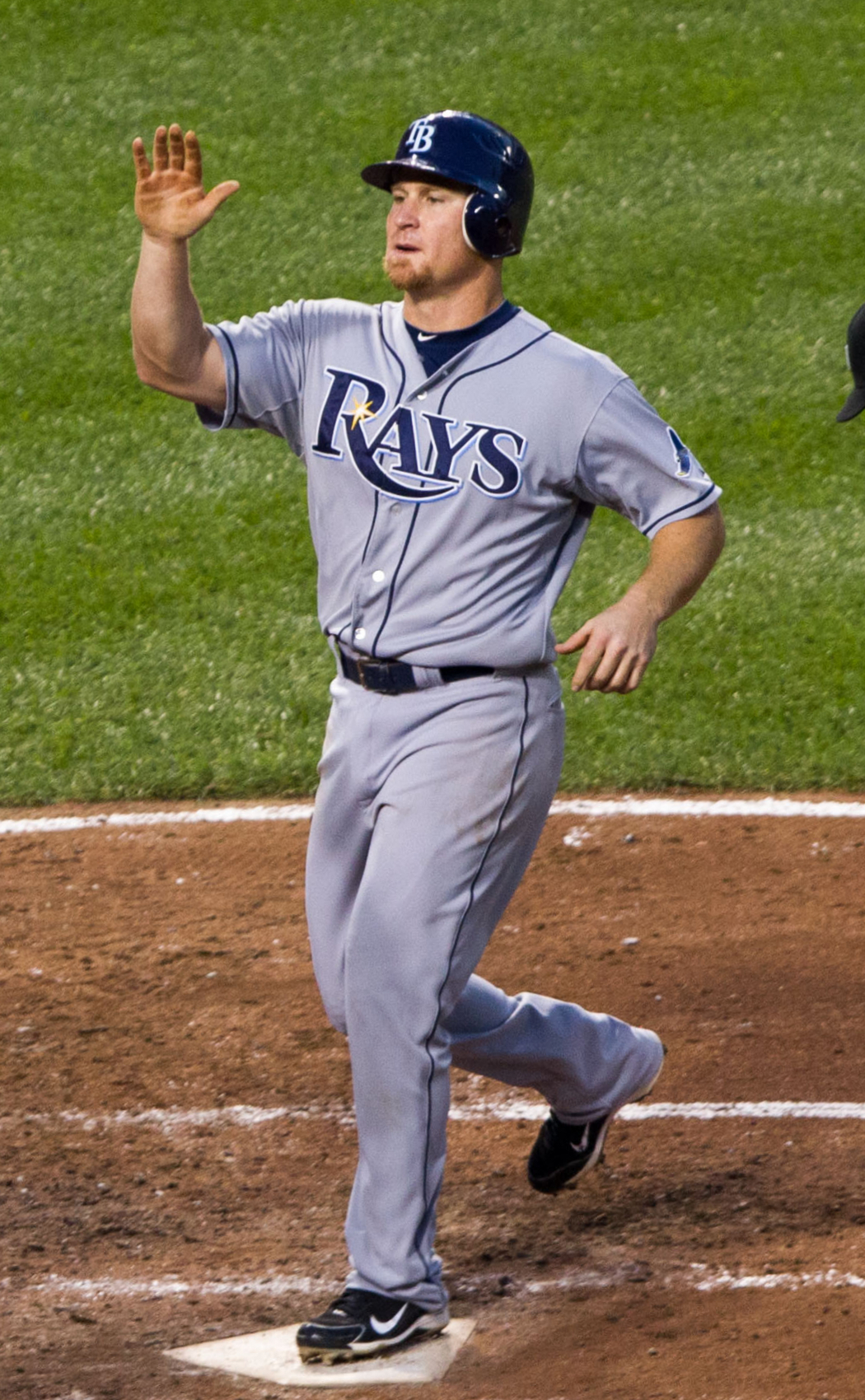
レイズ時代（2012年7月24日）

2012年6月22日にウェーバーでレイズへ移籍。レイズでは、24試合に出場したものの、打率.172・2本塁打・9打点の成績に留まり、8月7日にDFAとなり、8月10日にAAA級ダーラム・ブルズへ降格した。この年はAAAクラスのマイナー2チーム合計で、46試合に出場し、打率.331・14本塁打・40打点を記録している。オフの10月10日にFAとなった。

### 阪神時代
2012年11月5日に阪神タイガースと契約した。阪神は同年限りで退団したクレイグ・ブラゼルに代わる外国人野手を探していたところ、ゼネラルマネージャーの中村勝広による推薦で獲得を決定。背番号は「42」に決まった。阪神が外国人野手を獲得するのは、マット・マートン以来3年ぶりだった。なお、一部報道では「中村がビデオを2分間視聴しただけで獲得を決めた」と伝えられたが、中村自身は後に「短期間で獲得を決めたのは事実」としながらも「ビデオだけが決め手になった訳ではない」としている。
2013年の開幕前には、新井貴浩・新井良太兄弟と一塁手・三塁手のポジションを争うことが見込まれていた。しかし、貴浩が前年手術した右肩の回復が遅れていたことに加えて、コンラッド自らオープン戦でチームの第1号本塁打や満塁本塁打を放つなどの結果を残したことから、三塁手として開幕スタメンをつかんだ。東京ヤクルトスワローズとの開幕3連戦では二塁打3本を含む4安打と上々の滑り出しを見せたものの、4月17日の対巨人戦で開幕から58打席連続無打点（1972年のレオン・マックファーデンを抜く1年目の外国人選手としての球団ワースト記録）を記録するほど打撃が低迷。守備面でも送球や捕球のミスを繰り返したことから、本塁打・打点とも0のまま4月22日に登録を抹消された。
セ・パ交流戦に入った5月19日に一軍へ再登録。登録抹消中に新井貴浩が一塁、良太が三塁のレギュラーを確保していたため、コンラッドは指名打者や代打として起用されたが、7打数で5三振と浮上のきっかけをつかめなかった。さらに球団では、打撃陣の補強を目的に高山久を埼玉西武ライオンズからトレードで、中継ぎ投手の補強を目的にブレイン・ボイヤーをそれぞれ獲得。自身の打撃不振に以上のチーム事情も相まって、5月30日に高山と入れ替わる格好で再び登録を抹消された。結局、一軍への復帰を果たせないまま、公式戦終盤の9月24日に「今後の公式戦への出場予定がない」との理由でアメリカへ帰国し、一軍の公式戦で打点を記録できないまま退団した。阪神に支配下登録選手として在籍中に一軍公式戦での本塁打が0だった外国人野手は、1980年のデーブ・ヒルトンや1997年のリード・シークリストとマイク・グリーンウェル、1998年のデジ・ウィルソン、2009年のケビン・メンチがいたが、打点も0だったのは、在籍中に投手から野手に転向し一軍出場なしで退団したマーク・ブラウンスタインを除けば、コンラッドが初であった。

### パドレス時代
2014年1月4日にサンディエゴ・パドレスとマイナー契約を結んだ。開幕後はAAA級エル・パソ・チワワズで77試合に出場し、7月2日にパドレスとメジャー契約を結んだ。昇格後は13試合に出場したが、打率.100と結果を残せず、7月27日にAAA級へ降格した。8月17日にDFAとなり、21日に放出されている。

### パドレス退団後
2015年は当初独立リーグ・アトランティックリーグのシュガーランド・スキーターズと契約したが、4月25日にニューヨーク・メッツとマイナー契約を結んだ。オフに自由契約となった。
2016年3月10日にシュガーランド・スキーターズと契約したが、6月23日に自由契約となった。

### 現役引退後
2018年よりカンザスシティ・ロイヤルズの傘下球団で指導者の道を進み、同年はRookie+級バーリントン・ロイヤルズの監督、2019年はA級レキシントン・レジェンズの監督、2021年はこの年からロイヤルズ傘下となったA-級コロンビア・ファイヤーフライズの監督。2022年から2024年まではA+級クワッドシティ・リバー・バンディッツの監督を歴任した。2025年からはAA級ノースウエストアーカンソー・ナチュラルズの監督を務めている。

## プレースタイル・人物
右打席ではパワーのある打撃、左打席がシュアな打撃であると評され、スイングの癖も少ない。現役の選手では珍しく、打撃用の手袋を使用せず、土と松脂をつけ、素手でバットを振る。また、左右の打席でそれぞれ形状の違うバットを使い分けており、左打席の方が右打席よりやや短くグリップが細い。
メジャーリーグでは三塁手としての出場が最多で、二塁手としての出場も多い。一方、マイナーリーグでは内野手のほか、外野手や捕手として出場したこともある。

## 詳細情報

### 年度別打撃成績
| 年 度    | 球 団    | 試 合 | 打 席 | 打 数 | 得 点 | 安 打 | 二 塁 打 | 三 塁 打 | 本 塁 打 | 塁 打 | 打 点 | 盗 塁 | 盗 塁 死 | 犠 打 | 犠 飛 | 四 球 | 敬 遠 | 死 球 | 三 振 | 併 殺 打 | 打 率 | 出 塁 率 | 長 打 率 | O P S |
| -------- | -------- | ----- | ----- | ----- | ----- | ----- | -------- | -------- | -------- | ----- | ----- | ----- | -------- | ----- | ----- | ----- | ----- | ----- | ----- | -------- | ----- | -------- | -------- | ----- |
| 2008     | OAK      | 6     | 19    | 19    | 0     | 3     | 1        | 0        | 0        | 4     | 2     | 0     | 0        | 0     | 0     | 0     | 0     | 0     | 9     | 1        | .158  | .158     | .211     | .368  |
| 2009     | ATL      | 30    | 58    | 54    | 7     | 11    | 1        | 2        | 2        | 22    | 8     | 0     | 0        | 0     | 0     | 3     | 1     | 1     | 14    | 1        | .204  | .259     | .407     | .666  |
| 2010     | ATL      | 103   | 177   | 156   | 31    | 39    | 11       | 1        | 8        | 76    | 33    | 5     | 1        | 4     | 0     | 16    | 0     | 1     | 45    | 0        | .250  | .324     | .487     | .811  |
| 2011     | ATL      | 92    | 122   | 103   | 11    | 23    | 5        | 0        | 4        | 40    | 13    | 2     | 0        | 2     | 1     | 15    | 2     | 1     | 41    | 0        | .223  | .325     | .388     | .713  |
| 2012     | MIL      | 25    | 44    | 40    | 2     | 3     | 0        | 0        | 2        | 9     | 6     | 0     | 0        | 0     | 1     | 3     | 0     | 0     | 16    | 0        | .075  | .136     | .225     | .361  |
| 2012     | TB       | 24    | 61    | 58    | 4     | 10    | 5        | 0        | 2        | 21    | 9     | 0     | 0        | 0     | 0     | 3     | 0     | 0     | 27    | 2        | .172  | .213     | .362     | .575  |
| '12計    | TB       | 49    | 105   | 98    | 6     | 13    | 5        | 0        | 4        | 30    | 15    | 0     | 0        | 0     | 1     | 6     | 0     | 0     | 43    | 2        | .133  | .181     | .306     | .487  |
| 2013     | 阪神     | 24    | 69    | 57    | 1     | 10    | 6        | 0        | 0        | 16    | 0     | 0     | 0        | 0     | 0     | 11    | 0     | 1     | 23    | 1        | .175  | .319     | .281     | .600  |
| 2014     | SD       | 13    | 34    | 30    | 2     | 3     | 1        | 0        | 1        | 7     | 2     | 0     | 0        | 0     | 1     | 3     | 0     | 0     | 14    | 0        | .100  | .176     | .233     | .409  |
| MLB：6年 | MLB：6年 | 293   | 515   | 460   | 57    | 92    | 24       | 3        | 19       | 179   | 73    | 7     | 1        | 6     | 3     | 43    | 3     | 3     | 166   | 4        | .200  | .271     | .389     | .660  |
| NPB：1年 | NPB：1年 | 24    | 69    | 57    | 1     | 10    | 6        | 0        | 0        | 16    | 0     | 0     | 0        | 0     | 0     | 11    | 0     | 1     | 23    | 1        | .175  | .319     | .281     | .600  |

- 2018年度シーズン終了時

### 記録
NPB
- 初出場・初先発出場：2013年3月29日、対東京ヤクルトスワローズ1回戦（明治神宮野球場）、7番・三塁手で先発出場
- 初安打：同上、6回表に平井諒から右前二塁打

### 背番号
- 49（2008年）
- 62（2008年）
- 26（2009年 - 2010年）
- 7（2011年）
- 14（2012年）
- 36（2012年）
- 42（2013年）
- 11（2014年）

### 登場曲
- 「Don't Stay」Linkin Park（2013年）